# Bo Beljaars
Bo Beljaars (Dordrecht, 3 februari 1997), ook wel bekend onder haar alias Bokado, is een Nederlands online persoonlijkheid, stemactrice en schrijfster, bekend van social media-platformen zoals TikTok, YouTube en Instagram.
Beljaars' content is vooral gericht op jonge meiden. Op YouTube maakt zij onder andere vlogs en video's over mode en make-up. Ook beantwoordt ze vragen van haar kijkers over onderwerpen zoals school en de puberteit in haar YouTube-serie Bo's Life Advice.

## Loopbaan

### Jeugd en begin YouTube-carrière
Beljaars begon in 2007 al op jonge leeftijd met haar YouTube-account Bokado, maar ze was destijds nog niet bekend online. In 2012 begon Beljaars een YouTube-account met gaming-video's genaamd Allthesegamez samen met haar jeugdvriend Roy van Drunen, waarop ze meer dan 100.000 abonnees bereikte. Ze stopte met dit account in 2017 om zich te richten op haar eigen account Bokado. Ze heeft ook nog een ander YouTube kanaal namelijk Bokado Sims. Op dat account heeft ze reeds de 100.000 abonnees gehaald.
In 2018 verscheen ze in een nieuwsartikel van NOS op 3 over haar YouTube-serie Bo's Life Advice. Beljaars werd meerdere keren genomineerd voor een VEED Award.

### Rollen als stemactrice en eerste boek
Beljaars maakte in 2018 haar debuut als stemactrice met een cameo in de animatiefilm Incredibles 2.
In juli 2021 kondigde Beljaars ook haar eerste boek aan, Bo's Life Advice, waarin zij over verschillende onderwerpen advies geeft aan meisjes in de puberteit. Het boek is gebaseerd op haar YouTube-serie met de gelijknamige naam.

### Bokado Sims
Bo staat ook bekend om haar sims 4 video's, waarin ze in elk "seizoen" met een nieuw poppetje begint en daar dan mee gaat spelen. Dat doet ze op haar kanaal Bokado Sims.

#### De verschillende seizoenen
- Seizoen 1 (2017 - 2018) (52 afleveringen): De hoofdrolspeler/start-sim in dit seizoen was "Millie Jackson".
- Seizoen 2 (2019 - 2021) (76 afleveringen): De hoofdrolspeler/start-sim dit seizoen was "Jasmin Cooper".
- Seizoen 3 (2021 - 2022) (72 afleveringen): De hoofdrolspeler/start-sim dit seizoen was "Kaylee Miller".
- Seizoen 4 (2022) (59 afleveringen): De hoofdrolspeler/start-sim dit seizoen was "Amy Parker".
- Seizoen 5 (2023) (48 afleveringen): De hoofdrolspelers/start-sims dit seizoen waren "Emma Sail" en "Ivy Plaid".
- Seizoen 6 (2023 - 2024) (42 afleveringen): De hoofdrolspeler/start-sim dit seizoen is "Lexi Cruz".

#### Andere soort series
- Big Brother Challenge (2023 - 2024) (6 afleveringen): In deze extra serie speelt ze de bekende realityshow "Big Brother" na in de sims.
- The Bachelor (2024) (10 afleveringen): In deze extra serie speelt ze de bachelor na in de sims.
- Off The Grid (2024) (21 afleveringen): In deze serie speelt zich af in de natuur zonder internet, wat ook een sims 4-challenge is, de hoofdrolspeler/start-sim in deze serie is "Tessa Hill".
- Runaway Teen (2025) (2 afleveringen)(nog lopende): In deze serie speelt ze de Runaway Teen challenge.